# تونی چایلدز
تونی چایلدز (انگلیسی: Toni Childs؛ زادهٔ ۲۹ اکتبر ۱۹۵۷) یک موسیقی‌دان اهل ایالات متحده آمریکا است.